# تاتسونكو برودكشن
تاتسونكو برودكشن (بالإنجليزية: Tatsunoko Production)‏ هي شركة أنمي يابانية. تأسست في أكتوبر 19, 1962 عن طريق تاتسو يوشيدا. يقع مقرها في طوكيو، اليابان.

## معرض صور

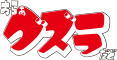
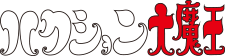
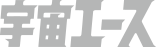
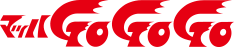
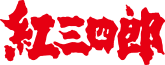
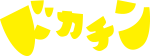

## أعمال

### مسلسلات أنمي تلفزيونية
- جازورا
- أبطال السباق
- مغامرات نحول
- مغامرات النحلة هاتشي الجديدة
- الضفدع الشجاع
- رحلة العجائب
- الفتى برهان
- بسمة وعبدو
- البطل الذهبي
- رحلة عنابة
- سوار العسل
- روبن هود
- نيون جينيسيس إيفانجيليون
- المعركة الحديدية بي بليد
- المنزل الطائر

### أفلام أنمي
- رحلة نحول

## وصلات خارجية
- تاتسونكو برودكشن على موقع ANN company (الإنجليزية)

- الموقع الإلكتروني